# Гендерна нейтральність у мовах із граматичним родом
Гендерна нейтральність у мовах із граматичним родом — вживання у мовах, що мають граматичні роди, засобів нейтрального (інклюзивного) мовлення. Ці мовні стратегії (які ще іноді називають неандроцентричним, або несексистським, мовленням) в основному фокусуються навколо оскарження використання чоловічого роду щодо жінок та змішаних груп, а також артикулювання статі жінок у назвах професій, посад, статусів, громадянств тощо.
Проте з 256 мов в світі 112 (44 %) мають ознаки граматичного роду, а 144 (56 %) є «безстатевими» мовами. І лінгвістичні засоби для збалансованого включення жінок у мовах, які мають роди (як-от українська, німецька, французька, іспанська), діаметрально відрізняються від англійської, котра не має граматичного роду.
Таким чином, гендерний баланс у мові досягається усуненням згадок про стать для мов без роду (англійська) — і, навпаки, використанням паралельних форм (фемінітивів і маскулінітивів) у мовах, як мають граматичний рід (українська). Цей парадокс викликає труднощі при перекладі і вимагає різних стратегій інклюзивного мовлення.

## Загальні відомості
У французькій мові чоловічий рід витісняє жіночий, адже слово «l'homme» одночасно означає і людину, і чоловіка. Тому фразу la femme et l'homme (жінка та чоловік) замінюють займенником ils (вони). У німецькій мові займенник третьої особи множини sie (вони), що є формою множини як для чоловічого, так і для жіночого родів, а також означає займенник жіночого роду третьої особи однини — вона. А Sie, що пишеться з великої літери, використовують і як ввічливу форму (Ви) у формальному контексті.
Вживання назви професії в чоловічому роді, коли мова йде про жінок-професіоналок, є граматично помилковим: наприклад, при вживанні слова «лікар» щодо лікарки створюється враження, що вона змінила стать або стала більш маскулінною.
Жіночі відповідники назв професій у більшості мов із родом зазвичай формуються від чоловічих назв додаванням фемінітивних суфіксів та закінчень (наприклад, в німецькій слово «Ingenieurin» (інженерка): суфікс «in» до чоловічого Ingenieur). Через це дехто вважає ці відповідники вторинними формами, а не еквівалентними до чоловічих. 
Деякі назви професій використовуються частіше в жіночій формі, а створювати чоловічий відповідник також має свої труднощі.
Ще одним ускладненням є те, що створення різних назв професій для чоловіків і жінок означає, що в письмовій формі, при згадуванні гіпотетичних людей невизначеної статі, обидва слова повинні бути згадані кожного разу, що робить тексти громіздкими. У мовах, де стать іменника також впливає на формування інших слів у реченні, таких як прикметники, займенники або дієслова, це може призвести до вживання повторюваних або складних речень.

## У мовах, які не мають роду
Безродова мова (англ. genderless language) є природною або штучно побудованою мовою, яка не має роду, що вимагав би морфологічного узгодження іменників з пов'язаними займенниками, прикметниками, артиклями або дієсловами. Тобто це мова конкретного природного роду, за рахунок чого виключається багато можливостей для посилення гендерних стереотипів, наприклад, використання чоловічих займенників при зверненні до осіб за їхніми професіями.
Мови, що не мають граматичних родів, мають різні способи розпізнавання статі, такі як статево-специфічні слова (мати, син, і т. д., і окремі займенники, такі як «він» і «вона»), а також специфічний гендерний контекст, як біологічний, так і культурний. Безродові мови вказані у списку мов за типом граматичного роду. Безродові мови включають індоєвропейські: вірменську, бенгальську, перську і центральнокурдську, всі уральські мови (такі як угорська, фінська і естонська), всі сучасні тюркські мови, ряд інших мов, таких як китайська, японська, корейська та всі австронезійські мови (наприклад, полінезійські мови).

### Запозичення з інших мов
Статева приналежність слів безпосередньо пов'язана зі сприйняттям слів, але не з ідейною складовою слова. З цієї точки зору, вчені займаються вивченням лексичних і морфологічних змін в словах, запозичених з інших мов. Одним з яскравих прикладів модифікації слів при запозиченні є італійська мова. В цьому випадку, при запозиченні слів з англійської, визначенню статі посприяло фонетичне сприйняття італійцями та італійками англійських слів. Наприклад, для італійських іммігрантів слово «freezer» (морозильна камера) звучало як «freezə» — тобто, закінчення асоціюється з італійським закінченням «а», яке вказує на приналежність слова до жіночого роду, таким чином, в італійській інтерпретації слово модифікувався на «frisa».
Такі ж зміни відбуваються і в запозичених з англійської словах французької та німецької мов. Англійське закінчення «-ing» у французькій звучить як «ine», а в німецькому «ung», які також детермінують жіночий рід.

### Мова і гендерна нерівність
Способи присвоєння іменником певного роду і використання роду в мові багато в чому залежать від звичаїв, звичок, цінностей і засад носіїв мови. У мовах без роду в основному використовуються займенники, що вказують на обидва роди. Визначення чоловічого роду використовуються для опису предмета з невстановленим родом. Даний феномен переважного використання прикметників, орієнтованих на чоловічий рід, негативно впливає на положення жінок у суспільстві, оскільки факт чоловічого як загального засвоюється суспільством як норма.
Наприклад, використання таких понять як fireman, businessman (тобто явна вказівка на приналежність слова до «чоловічого» виду діяльності), створює в суспільстві когнітивний дисонанс. У суспільствах, які використовують вищевказаний тип мови, є ймовірність приниження ролі жінок і зменшення можливості досягнення ними успіху в апріорі орієнтованих на чоловіків професіях. У наш час і понині у багатьох місцях існує нерівність та гендерні стереотипи. В такій ситуації використання мов, у яких чітко простежується вказівка на стать, впливає на наше сприйняття статей і сприяє руйнуванню наявних стереотипів.

## В англійській мові
На відміну від більшості інших індоєвропейських мов, англійська не зберігає граматичного роду, тому більшість її іменників, прикметників і займенників його не мають і є універсальними. Хоча англійська, на відміну від староанглійської, граматично вільна від роду, вона має природну стать, що є семантичною концепцією. Відмінності природної статі залишаються в займенниках і присвійних прикметниках: he, him, his; she, her, hers.

### Дискусія
За нейтральну за статтю мову виступають з аргументами, що зробити мову менш упередженою не тільки похвально, але й досяжно. Попри це багато людей навпаки вважають нейтральну мову образливою, котра нібито посилює відмінності між чоловіками і жінками.
Зростає поширеність думки, що мова не просто відбиває те, як ми думаємо: вона й формує наше мислення. Цю концепцію покладено в основу гіпотези Сепіра-Уорфа, також відомої як гіпотеза лінгвістичної відносності.
Стандарти нейтральної мови в англійській застосовуються по-різному і в різній мірі серед викладачів англійської по всьому світу. Це відбиває відмінності в культурі та мовній структурі, наприклад, між американською англійською і британською англійською.

### Аргументи «за»
Прихильниці(-ки) нейтральної мови ілюструють, що ненейтральної мови передбачає чоловічі привілеї (male privilege) та відбиває нерівність суспільства.
- Відповідно до «Довідника з англійської лінгвістики», займенники чоловічої статі для всіх та підкреслення статті в посадах — це випадки, коли англійська лінгвістична конвенція трактувала чоловіків як прототип людського виду[8], тобто ілюструють андроцентризм у мові.

- Слова, які стосуються жінок, часто переходять у зміст, який приймає сексуальні підтексти.[9]

- Слова, які чують діти, впливають на їхнє уявлення про відповідність певної посади певній статі (наприклад, для пожежницької роботи, firemen та firefighters: закінчення «men» вказує на те, що це саме «чоловіча» посада).[10] Ці відмінності у використанні мови не випадкові, а навмисно створені з метою підтримання патріархатного порядку.[11]

### Аргументи «проти»
Критика нейтральної мови найбільше зосереджуються на конкретних звичаях, наприклад, використання «чоловіка» («man») в значенні «людина» («human»). Противники нейтральної мови заявляють, що вона порушує право на вільне вираження поглядів і сприяє цензурі. Кілька коментаторів не погоджуються з використанням її як такої, але ставлять під сумнів її ефективність у подоланні сексизму.

### Звернення до чоловіків та жінок в англійській
Відбиття у мові ролі жінки як «товару» виражається в лінгвістичному фокусі на шлюбному статусі жінок: в той час, коли Mr (містер) використовується для чоловіків незалежно від їх сімейного статусу, титули Miss (для неодруженої) і Mrs (для одруженої) вказують на шлюбний стан жінки та сигналізують про її сексуальну доступність. Звернення «Ms» пропонується використовувати для жінок незалежно від сімейного стану.

### Назви професій в англійській
В англійській назви фахів і посад неінформативні щодо статі згаданої особи (як це, наприклад, і вимагається в оголошеннях про вакансії).
| Назва посади           | Позначення зі статтю  | Нейтральна форма   |
| ---------------------- | --------------------- | ------------------ |
| Пожежник / пожежниця   | fireman               | firefighter        |
| Стюард/еса             | steward / stewardess  | flight attendant   |
| Бармен / барвумен      | barman / barmaid      | bartender          |
| Голова, головуючий(-а) | chairman / chairwoman | chairperson, chair |

Існують також випадки, коли є окрема жіноча форма, проте основна вживана форма не вказує на чоловіка і може однаково добре застосовуватися до будь-кого в професії. Прикладами є actor та actress; usher та usherette; comedian та comedienne. У таких випадках зазвичай схиляються до використання основної форми, а не жіночої («comedian», а не «comedienne», до жінок в тому числі). Такі терміни, як «male nurse», «male model» або «female judge», іноді використовуються, у тих випадках, коли стать не має значення або вже відома (як у «my brother is a male nurse»).
Багато джерел з інклюзивної мови критикують підкреслено жіночі формулювання, оскільки вони зазвичай мають зневажливий відтінок і натякають, що жінки є нижчими або нетиповими в професії. Ще однією неприйнятною формою є префікс посади з «lady», як у словосполученні «lady doctor».

## В українській мові
Українська мова є прикладом мови, в якій чітко розмежовуються три роди слів: чоловічий, жіночий та середній; при чому роди також впливають на творення дієслів, прикметників та займенників. Через цю тяглість українській досить складно досягти нейтральності. В українській гендерній лінгвістиці було виділено дві стратегії (фемінізації / маскулінізації та нейтралізації), що дозволяють зробити мову більш гендерночутливою та уникнути двох негативних явищ — мовного сексизму й мовного андроцентризму. В мовному контексті андроцентризм — це явище, коли чоловічий рід застосовується на позначення і жінок, і чоловіків, тобто коли вихідною точкою в мові мислиться чоловік. Загальний чоловічий рід в українській мові переважає в текстах різних жанрів: від національного гімну (І покажем, що ми, браття, козацького роду), до підручників (Любий першокласнику!).

### Стратегія фемінізації / маскулінізації
Стратегія фемінізації зводиться до послідовного вживання фемінітивів і оминання загального чоловічого роду. Особливо часто застосовується у назвах професій. Шляхами фемінізації є вживання вже наявних фемінітивів (студентка, лікарка, викладачка) та створення нових фемінітивів (соціологиня, агентка). При цьому, мають бути також створені та застосовані маскулінітиви, за тієї умови, якщо слово жіночого роду є початковим. В українській мові відносно мало назв професій від початку не мали відповідників чоловічого роду, до того ж стосуються вони переважно низькокваліфікованих занять: домогосподарка, покоївка, манікюрниця тощо. Унікальним є слово доярка, від якого утворилась чоловіча назва дояр. Це сталось після того, як професію було механізовано. Інший незвичний приклад засвідчує слово медбрат. Воно хоч і використовується в побуті, проте в офіційних документах чоловік цієї професії значиться як медсестра. Класифікатор професій в Україні загалом повільно адаптується до нововведень, гальмуючи їхню появу у побутовому і офіційному вжитку.
Хоча фемінітиви врівноважують уявлення про позицію жінки на ринку праці, не всі жінки підтримують їхній вжиток. Деякі свідомо відмовляються від вжитку фемінітивів стосовно своєї фахової самоідентифікації, аргументуючи це тим, що фемінітив вказує на їхню стать, а не професійність. Відомим прикладом такої риторики є фраза Марини Цвєтаєвої «я — поет!», в якій вона заперечує свою жіночність, підкреслюючи професіоналізм. Однак, вживання загального слова для представниць і представників професій р в українській мові не є можливим, як, наприклад, в англійській, бо в будь-якому випадку слово матиме граматичний рід.
Не дивлячись на розповсюдження вжитку фемінітивів, стосовно змішаних груп людей, навіть якщо переважна більшість — жінки, досі використовується загальний чоловічий рід. «Активісти, працівники, професіонали, учасники». Чоловічий рід в цьому випадку ототожнюється з загальнолюдським, а отже, ігнорує жінку в картині світу. Нерідко зустрічаються оголошення: «Потрібні кухарі. Потрібні покоївки». Тому стратегія фемінізації заохочує використання одночасно і чоловічих, і жіночих форм при згадуванні осіб у множині (письменники та письменниці, студент_ка, авторів/-ок). Гендерні дослідниці Ольга Плахотнік та Марія Маєрчик пропонують як альтернативу використання символу «зірочка» — * (письменники*) у випадках, коли андроцентризму у тексті не вдалося уникнути. Зірочку також іноді використовують, коли складно визначити стать, особливо при перекладі з безродової мови.

### Стратегія нейтралізації
Стратегія нейтралізації, на відміну від стратегії фемінізації, полягає в послідовному ослабленні ролі граматичних категорій роду не через використання фемінітивів / маскулінітивів, а завдяки використанню збірних понять, слів спільного роду, описових конструкцій або інших лексичних засобів. Прикладом нейтралізацій можуть слугувати такі вирази, як «студентство» (замість «студенти»), «наукова спільнота» (замість «науковці»), «аудиторія» (замість «глядачі»). Також стратегія нейтралізації заохочує використання нейтральних за статтю слів, як «особа», «людина».
Стратегія нейтралізації стосується і нейтрального вживання дієслів, особливо у випадках звернення до особи, стать якої невідома. Наприклад, вважається некоректним використання у поєднанні із займенником дієслова у формі минулого часу чоловічого роду: «Якщо ти здатний відчувати слово…». Більш нейтральним у такому випадку є вживання дієслова в формі другої особи однини або першої особи множини, в яких неможливо простежити стать тих, на кого спрямоване звернення — «Якщо ти можеш відчувати…» чи «Якщо ми здатні відчувати…». В такому випадку зміст фрази зберігається, однак уникається мовний андроцентризм.

### Гендерна метафора
Нейтральність щодо статі в українській мові стосується також і трансформації вжитку тропів. Оскільки через вкарбовані у граматику категорії статі художні засоби також набули гендерованих ознак. Такі тропи узагальнюються терміном «гендерна метафора», поняття якої ввела лінгвістка Алла Кириліна, визначивши її як різновид тілесної метафори − фігуру перенесення фізичних чи духовних властивостей «жіночості» і «чоловічості» на речі, не пов'язані зі статтю, наприклад, «мужні вчинки», «вічна жіночність», «політична імпотенція» тощо. Відтак, у широкому розумінні термін позначає всяке метафоричне перенесення, пов'язане зі статтю людини. Гендерну метафору часто використовують у медіях (особливо в заголовках) для створення сенсаційних образів, які б привертали увагу. Хоча в гендерній лінгвістиці не наполягають на повному виключенні таких художніх засобів з ужитку, рекомендується вживати їх з обережністю.